# Jessy Lebsir
Jessy Lebsir (6 juni 1988) is een Belgische voetbalspeler. Hij komt uit voor KSK Ronse, waar hij sinds juni 2012 speelt. Zijn positie is aanvaller.
Lebsir kon in het seizoen 2007/08 geen basisplaats veroveren bij KV Kortrijk wegens sterke concurrentie, maar hij kwam al enkele keren als invaller in actie. Na omzwervingen bij KSV Roeselare, SC Wielsbeke, VW Hamme en KSK Ronse. Vanaf juli 2013 komt hij uit voor VK Westhoek